# Pîleaii, Șepetivka
Pîleaii (în ucraineană Пиляї) este un sat în comuna Mokiivți din raionul Șepetivka, regiunea Hmelnîțkîi, Ucraina.

## Demografie
Componența lingvistică a localității Pîleaii
     Ucraineană (98,07%)
     Rusă (1,54%)
Conform recensământului din 2001, majoritatea populației localității Pîleaii era vorbitoare de ucraineană (98,07%), existând în minoritate și vorbitori de rusă (1,54%).